# رستم‌رود
رستم‌رود، منطقه‌ای شهری در شهر نور است. این منطقه پیش‌تر روستایی در دهستان ناتل‌کنار سفلی شهرستان نور بود. در سال ۱۳۹۲ شورای عالی شهرسازی و معماری؛ مصوبه‌ای در خصوص «طرح جامع شهر نور»، شامل الحاق رستم‌رود به محدودهٔ شهر نور را تصویب و دیوان عدالت اداری نیز در سال ۱۳۹۴، مصوبهٔ شورای عالی شهرسازی را قانونی دانسته و رأی بر عدم ابطال آن صادر شد. این منطقه تا قبل از الحاق به شهر نور ۹۴۷ خانوار یا ۳۲۱۷ نفر جمعیت داشته‌است. رستم‌رود با توجه به قرار گرفتن بین دو پارک جنگلی نور و ایزدشهر و نزدیکی به دریا، شالیزار و تالاب‌هایش، پتانسیل فراوانی جهت سرمایه‌گذاری و توسعهٔ صنعت گردشگری دارد. بهره‌برداری از درمانگاه فرهنگیان، اتصال مجدد راه دسترسی به روستای سیاهکلا و بخش چمستان، ایجاد خیابان ساحلی، تکمیل ورزشگاه نیمه‌کارهٔ ۳۵۰۰ نفره، تأسیس شهرداری ناحیه تحت پوشش شهرداری نور و الحاق به کلانتری ناتلکنار شهر نور به‌واسطهٔ استقرار دادگستری در مرکز شهرستان از مهم‌ترین خواسته‌های این اهالی است.

## نگارخانه

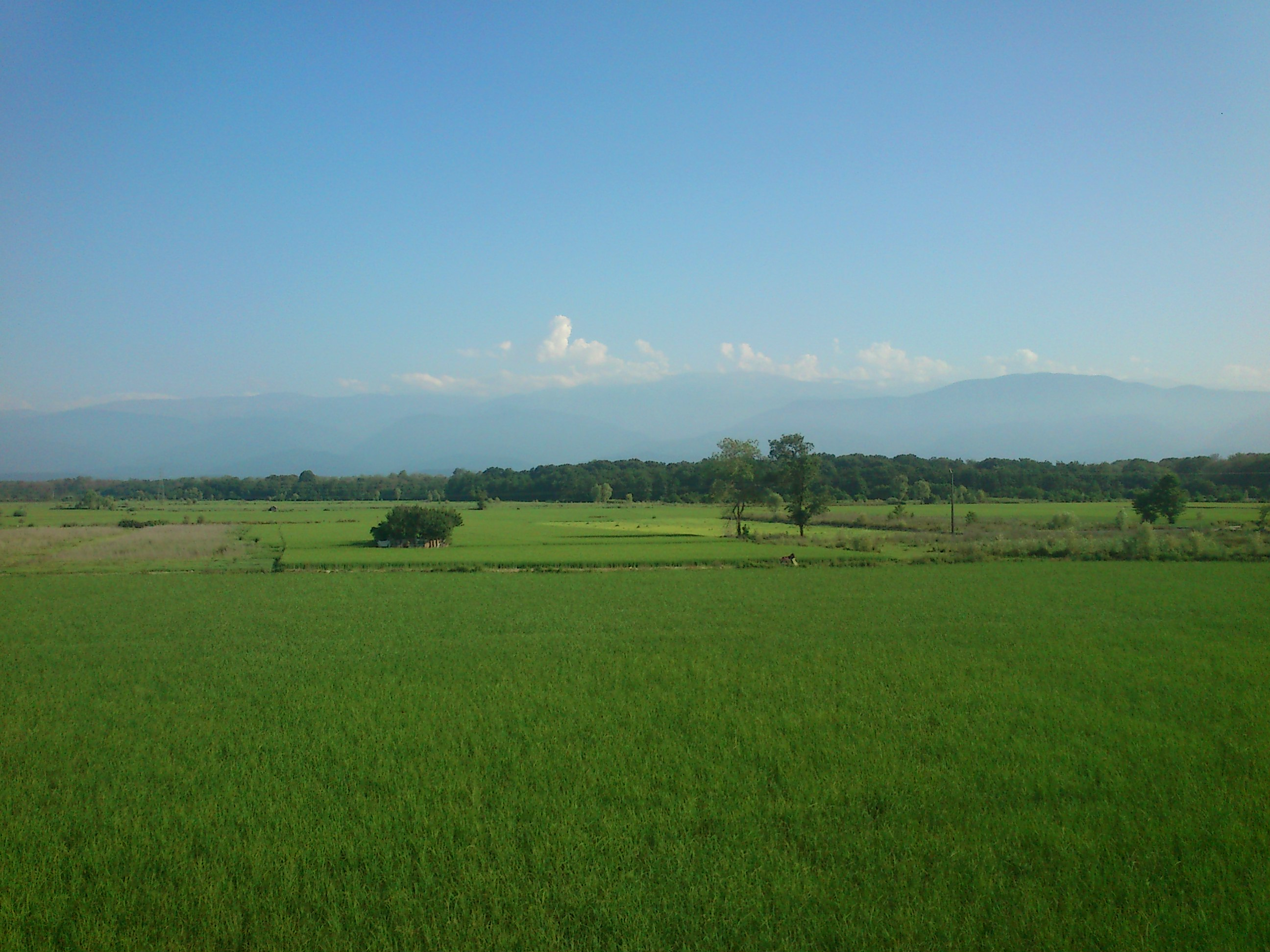
شالیزارهای رستم‌رود